# معركة حصن برزية
معركة حصن برزية : هي إحدى المعارك التي خاضها الناصر صلاح الدين الأيوبي ضد الإفرنج في شهر جمادى الآخرة عام 584 هـ.

## وصف حصن برزية
وصفها المؤرخ ابن العديم فقال: 
«ذكر حصن برزويه والآن يعرف بحصن برزية: وهو حصن منيع يضرب المثل بحصانته ومنعته فيقول: الناس: كأنه في حصن بُرزَية».
ووصفها أبو شامة المقدسي قائلا: «قلعة حصينة في غاية القوة والمنعة على متن جبل شاهق يضرب بها المثل في جميع بلاد الفرنج والمسلمين، يحيط بها أودية من سائر جوانبها، وذرع علو قلتها فكان خمسمائة ذراع ونيفاً وسبعين ذراعا».
ووصفها الأمير أبو الفداء (صاحب حماة) قائلا: «برزية بضم الباء الموحدة وسكون الراء المهملة وفتح الزاء المعجمة وسكون الياء المثناة من تحت ثم هاء». «وحصن برزية قلعة صغيرة مستطيلة لها منعة في ذيل الجبل المعروف بالخيط من شرقيه مطلة على بحيرة فامية ويتصل مياه البحيرات والأقصاب التي تحت برزية وليس بها ساكن إلا المرتبون لحفظ القلعة ويعتصم بها أهل البلاد في أيام الجفل وهي عن فامية من جهة الشمال والغرب على نحو مرحلة في الماء فإن بحيرات فامية واقعة بينهما..»

## دوافع المعركة
خطر تلك القلعة على المسلمين من حيث الموقع والتحكم في الطرقات وهي تفع في منطقة الغاب التابعة لمدية حماة حاليا قريبا من قلعة أفاميا إذ تقع أفاميا إلى الشرق منها وبينهما بحيرة يشكلها نهر العاصي.

## أحداث المعركة
«وكان الفرنج قد استولوا عليه ففتحه الملك الناصر يوسف بن أيوب من أيديهم كما أخبرني به شيخنا بهاء الدين أبو المحاسن يوسف بن رافع بن تميم قال بعد ذكر فتح بكاس: ثم سار السلطان رحمة الله عليه جريدة إلى قلعة برزيه وهي قلعة حصينة في غاية القوة والمنعة على سن جبل شاهق يضرب بها المثل في جميع بلاد الفرنج والمسلمين، يحيط بها أودية من سائر جوانبها، وذرع علو قلتها فكان خمسمائة ذراع ونيفاً وسبعين ذراعاً، ثم حرر عزمه على حصارها بعد رؤيتها، واستدعى الثقل، فكان وصول الثقل وبقية العسكر يوم السبت رابع عشري جمادى الآخرة، ونزل الثقل تحت جبلها، وفي بكرة الأحد خامس وعشرين منه صعد السلطان رحمه الله جريدة مع المقاتلة والمنجنيقات وآلات الحصار إلى الجبل، فأحدق بالقلعة من سائر نواحيها، وركب القتال عليها من كل جانب وضرب أسوارها بالمنجنيقات المتواترة الضرب ليلاً ونهاراً، وقاتلها فقسم العسكر ثلاثة أقسام، كل قسم يقاتل شطراً من النهار ثم يستريح، وضرس الناس من القتال وتراجعوا عنه، وتسلم النوبة الثانية السلطان رحمه الله بنفسه وركب وتحرك خطوات عدة وصاح في الناس فحملوا عليها حملة الرجل الواحد، وصاحوا صيحة الرجل الواحد وقصدوا السور من كل جانب فلم يكن إلا بعض ساعة وقد رقى الناس على الأسوار وهجموا القلعة واستغاثوا الأمان، وقد تمكنت الأيدي منهم فلم يك ينفعهم إيمانهم لما رأوا بأسنا، ونهب جميع ما فيها وأسر جميع من كان فيها، وكان قد أوى إليها خلق عظيم، وكانت من قلاعهم المذكورة».